# 매켄지 리
매켄지 리(영어: Makenzie Leigh, 1990년 8월 8일 ~ )는 미국의 배우이다. 드라마 《고담》에서 카르미네 팔코네에게 접근한 여성 '라이자' 역으로 출연하였다.

## 생애와 경력
1990년 텍사스주 출생. 뉴욕 대학교에서 원래는 창작을 전공했지만, '인물에 생동감이 없다'는 단평을 듣고 연기 수업을 듣게 된 것을 계기로 배우의 길로 접어들었다. 학교를 졸업하고 2011년부터 13년까지는 《디셉션》, 《굿 와이프》, 《언포게터블》 등에 단역으로 출연하였다. 첫 주요 인물 배역은 배트맨 프리퀄 드라마 《고담》 시즌1으로, 마피아 거물 카르미네 팔코네에게 미인계로 접근하는 피시 무니의 심복 '라이자' 역을 연기하였다. 《고담》 후에는 《슬랩》에서 유부남 주인공과 불륜 관계에 놓이는 베이비시터 '코니'를 연기하였다.
2016년에는 리안 감독의 《빌리 린의 기나긴 하프타임 워크》에서 주인공 빌리 린의 애정 상대인 치어리더 여자 역을 맡았다.

## 출연작 목록

### TV 드라마
| 연도    | 제목              | 원제                              | 배역             | 비고                                       |
| ------- | ----------------- | --------------------------------- | ---------------- | ------------------------------------------ |
| 2011    | 성범죄수사대: SVU | Law & Order: Special Victims Unit | 라나 밀스        | "Double Strands" 에피소드 출연             |
| 2013    | 디셉션            | Deception                         | 비비언 어린 시절 | 에피소드 3회분 출연                        |
| 2013    | 굿 와이프         | The Good Wife                     | 레이니 셀빈      | "Rape: A Modern Perspective" 에피소드 출연 |
| 2013    | 언포게터블        | Unforgettable                     | 셀린 에민저      | 에피소드 2회분 출연                        |
| 2014-15 | 고담              | Gotham                            | 라이자           | 에피소드 7회분 출연                        |
| 2014    | 정글의 모차르트   | Mozart in the Jungle              | 애디슨           | 에피소드 2회분 출연                        |
| 2015    | 슬랩              | The Slap                          | 주역             |                                            |
| 2015    | 더 닉             | The Knick                         | 에이미 오코너    | 에피소드 2회분 출연                        |

### 영화
| 연도 | 제목                       | 원제                            | 배역      | 비고 |
| ---- | -------------------------- | ------------------------------- | --------- | ---- |
| 2012 | 관능 소녀 복수단           | Girls Against Boys              | 우는 여자 |      |
| 2015 | 제임스 화이트              | James White                     | 제인      |      |
| 2016 | 빌리 린의 롱 하프타임 워크 | Billy Lynn's Long Halftime Walk | 페이존 존 |      |
| 2019 |                            | The Assistant                   | 루비      |      |
| 2024 | 살렘스 롯                  | Salem's Lot                     | 수잔 노튼 |      |